# Зуунмод
Зуунмод, раннее — Дзу́нмод, Дзун-Мод, Дзун-Мо́до  — город в Монголии, административный центр аймака Туве. Расположен примерно в 30 км южнее Улан-Батора.
В городе имеется краеведческий музей, с 1990-х годов действует буддийский монастырь.

## История
Весной 1696 года в этих местах состоялось завершающее сражение первой ойратско-маньчжурской войны.
В 1733 году в 4 км севернее Зуунмода был основан буддийский монастырь Манджушри, посвящённый бодхисаттве мудрости Манджушри. Одно время монастырь насчитывал 20 храмов и более 300 монахов. В 1920-е и 1930-е годы монастырь, как и все прочие буддистские монастыри Монголии, был разрушен, а монахи уничтожены или изгнаны. В оставшихся зданиях был размещён музей.
Зуунмод стал административным центром аймака в 1942 году, до этого аймак управлялся из Улан-Батора.